# 一條信龍
一條信龍（日语：／ Ichijō Nobutatsu，1539年—1582年4月2日）是日本戰國時代武將，甲斐武田家當主武田信虎的八子，亦有說法是九子），武田信玄同父異母之弟，武田二十四將之一。

## 生涯
信龍被認為是信虎的孻子，按系圖則是河窪信實的弟弟，然而在天正10年（1582年），信龍的兒子自稱右衛門大夫，而信實之子河窪信俊則只自稱新十郎，因此信龍是否較為年少的說法，存有異論。
信龍是甲斐八代郡市川鄉上野城主，及後繼承甲斐源氏出身武田信義次子一條忠賴為家祖的一條氏。信龍擁有親族眾的200名騎馬兵、依跡10騎和大津10騎，負責與本願寺和松永久秀等畿内勢力進行外交工作。信玄死後，信龍依從其遺言武田勝賴的監護人。
信龍在戰事發生時主要負責防衛後方，雖然因此未有立下太多戰功，但在《甲陽軍鑑》卻將他與山縣昌景和馬場信春等人相題並論。信玄向駿河進攻後，信龍成為田中城代。天正3年（1575年）爆發的長篠之戰中，信龍亦有參戰，按《甲陽軍鑑》記載他與佐久間軍，聯手攻破敵軍兩重防柵，並且與馬場信春軍掩護友軍撤退，在勝賴脫險後才退兵。其後，信龍的田中城代職務由其子一條信就接替，自己則與武田信堯一同擔任駿府城代。
天正10年（1582年）爆發的甲州征伐中，德川軍在2月進攻由信龍防守的駿河，其後在3月2日，他從駿河撤退並返回上野城，與此同時，德川家康的三河軍將上野城重重包圍同方面。3月10日，信龍帶領僅300人突擊三河軍的1萬人，最終與其子信就一同戰死。然而按《信長公記》的記載則是在天正10年（1582年）農曆3月7日，信龍與武田信廉一同被斬首，亦有指其實被斬首的是武田信基，而按照黑田基樹的說法卻是信龍之子信就被斬首。

## 評價
雖然史料對信龍的描述不多，但按《甲陽軍鑑》的描述，山縣昌景說：「一條大人雖然事務繁忙，但馬鞍武具仍然亮麗如新之餘，還徵集了不少來自諸國的優秀浪人。」（一条殿は、馬鞍武具等、これほど忙しくともいつも新しく、しかも諸国の良い浪人を集めている）。

## 外部連結
- （日語）一条信竜 （页面存档备份，存于）